# Єнхор (Селенгинський район)
Єнхор (рос. Енхор) — улус Селенгинського району, Бурятії Росії. Входить до складу Сільського поселення Убур-Дзокойське.
Населення —  195 осіб (2015 рік). 